# ناحیه بوفاریک
ناحیه بوفاریک (به عربی: دائرة بوفاریک) یک ناحیه در الجزایر است که در استان البلیده واقع شده‌است. ناحیه بوفاریک ۱۰۳٬۶۸۴ نفر جمعیت دارد.